# Archivo Catedralicio de León
El Archivo Catedralicio de León o Archivo de la Catedral de León está situado en el interior de la catedral de León, situada en la provincia de León (España), y desde la Edad Media custodia los documentos del mencionado templo catedralicio.

## Historia
A lo largo de los siglos se han realizado diversos trabajos y actuaciones en el Archivo con el fin de conservar los manuscritos y todo tipo de documentación que en él se iba recogiendo. A continuación se ofrecen algunos de los trabajos más importantes. 
El más antiguo de los trabajos realizados es el Libro del tumbo (códice núm. 11), donde se han copiado los testamentos, privilegios y donaciones de los siglos x, xi y xii. La copia es de fines del siglo xii, llevando el último documento la fecha de 1171.

### sigloXIV
En 18 de abril de 1303 el obispo Gonzalo Osorio redactó las «Normas por las que debía regularse el préstamo de escrituras del Archivo».

### sigloXV
Así comienza uno de los inventarios o repertorios confeccionados en este siglo (año 1405): 

Este es el Repertorio de las escripturas que la iglesia de Leon ha, que pertenescen al obispo et al cabildo las quales jazem en el tesoro de le dicha iglesia. El cual Repertorio mando fazer Don frey Alfonsso por la gracia de Dios e de la santa iglesia de Roma obispo de Leon, et los otros Señores deam e cabildo de la dicha iglesia, por quanto muchas veces mandauan buscar algunas escripturas que eran necessarias al dicho Señor obispo et al cabildo de la dicha iglesia; et por la muchedumbre dellas, et por non estar ordenadas según conviene, non las podían fallar tan ayna. Et otrosi por cuanto avia muchas escripturas en la dicha iglesia de las quales non avia noticia alguna, et por muchos dampnos que se podrían seguir a la dicha iglesia por fallecimiento de las escripturas et por non aver dellas noticia et porque mejor fuesen falladas et mays ayna, et eso mesmo sopiesen que escripturas avia en la dicha iglesia, ordenaron el dicho Señor obispo et los dichos señores deam e cabildo de mandar fazer este Repertorio por do fuesen mays ayna falladas et sabidas las escripturas de la dicha iglesia, el qual es fecho e ordenado en esta manera
(códice núm. 17, fol. l). El autor de este repertorio fue Diego Sánchez, «conpaniero de la dicha iglesia»

En 1451 se redactó el célebre Libro y Becerro de los testamentos, donaciones y escrituras, dejadas al Cavildo de la Santa Iglesia de Leon, sacadas con autoridad de sus originales (códice núm. 40), conocido con el nombre de Libro grande.
Unos años más tarde, en 1468, se escribió el Becerro de la Iglesia de Leon en que están escriptas todas las Iglesias de su obispado e de quien son de apresentar (códice núm. 13).
A últimos del siglo xv se creyó oportuno volver a rehacer la tarea de 1405 y 1451, y se compuso otro Libro becerro de apeamientos, escrituras y papeles tocantes a la hacienda del Cabildo de la Iglesia de León (códices núms. 10 y 53). En su redacción se emplearon cuatro años, los que van de 1490 hasta 1496.

### sigloXVI
Una obra de contenido similar al anterior se realizó desde el año 1560 hasta 1562 (códice núm. 50).
Un ensayo de catálogo, más reglamentado que los anteriores, es el Libro de apuntamientos del sector Canónigo D. Francisco Gallego, del año [1590 Contiene cuatro partes:
- Escripturas del libro tumbo
- Escripturas del libro grande de testamentos, privilegios y donaciones
- Noticias de bienhechores... por los libros de los meses y Calendarios
- Cosas memorables de acuerdos capitulares desde el año 1306 hasta 1583, sobre varias materias de gobierno, hacienda, apresentaciones

### sigloXVII
El 7 de diciembre de 1699, el canónigo Sr. Bustamante comienza la tarea de una «nueva organización del Archivo».

### sigloXVIII
De principios del siglo xviii (1704) es el Imbentario general de todos los papeles que tiene el thesoro de esta Sta. Iglesia Catedral de Leon; escrito y hordenado, de orden de los Señores Dean y Cabildo por D. Jerónimo Valbuena, canónigo y harchivista de dicha Iglesia Sta. Iglesia y natural de Villanueva de Gormaz, en el Obispado de Osma, Año 1704.
El investigador Espinós, (1741–1777), preparó para la imprenta Serie Chronologica e Histórica de las escrituras del Archivo de la Sta. Iglesia de León, pero no llegó a imprimirse.

### sigloXIX
Los investigadores  Eloy Díaz Jiménez, y Rodolfo Beer, son los autores de la obra Noticias bibliográficas y catálogo de los códices de la Sta. Iglesia Catedral de León, impresa en la misma ciudad de León en 1888.

### sigloXX
En 1919 el P. Z. García Villada publica el Catálogo de documentos y escrituras de la Catedral de León, llevando a cabo cuatro operaciones importantes: clasificación, numeración, colocación y catalogación de los documentos. Este catálogo ha sido pieza clave para todos los que han tenido que trabajar sobre documentos en pergamino de la Catedral.
En 1982, bajo la dirección técnica de José Mª. Fernández Catón, comienza la realización del proyecto de catalogación y edición crítica de la documentación del Archivo de la Catedral de León, desde 775 a 1900, que se incluye en la Colección «Fuentes y estudios de historia leonesa», con el título Colección documental del archivo de la Catedral de León (CDACL). Van publicados, hasta la fecha, los siguientes volúmenes:
| Autor                                                  | Años      | Volumen | Lugar | Fecha |
| ------------------------------------------------------ | --------- | ------- | ----- | ----- |
| Emilio Saéz                                            | 775–952   | 41      | León  | 1987  |
| Emilio Sáez / Carlos Sáez Sánchez                      | 953–985   | 42      | León  | 1990  |
| José Manuel Ruiz Asencio                               | 986–1031  | 43      | León  | 1987  |
| José Manuel Ruiz Asencio                               | 1032–1109 | 44      | León  | 1989  |
| José María Fernández Catón                             | 1109–1187 | 45      | León  | 1990  |
| José María Fernández Catón                             | 1188–1230 | 46      | León  | 1991  |
| José Manuel Ruiz Asencio                               | 1230–1269 | 54      | León  | 1993  |
| José Manuel Ruiz Asencio / José Antonio Martín Fuertes | 1269–1300 | 55      | León  | 1994  |
| Mauricio Herrero Jiménez                               | —         | 56      | León  | 1994  |
| José Antonio Martín Fuentes                            | 1301–1350 | 59      | León  | 1995  |
| César Álvarez y Álvarez                                | 1351–1474 | 60      | León  | 1995  |
| Vicente García Lobo                                    | 1475–1534 | 61      | —     | —     |
| José María Fernández del Pozo                          | 1600–1625 | 66      | León  | 1998  |
| José María Fernández del Pozo                          | 1626–1685 | 67      | León  | 1997  |
| José María Fernández del Pozo                          | 1686–1699 | 68      | León  | 1998  |
| Vicente A. Álvarez Palenzuela                          | 1376–1399 | 76      | León  | 1999  |

## Fondo documental

### Códices

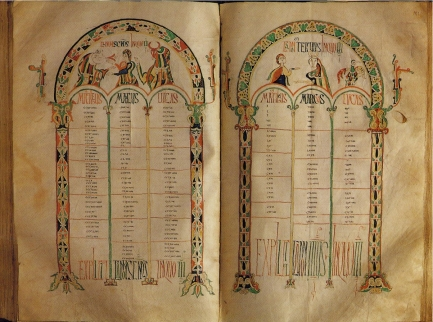
Códice del Archivo Catedralicio. Biblia del.

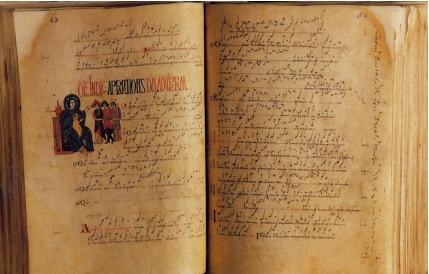
Códice del Archivo Catedralicio. Antifonario Mozárabe.

Actualmente existen en la Catedral 88 Códices, preciosos por su fecha y más valiosos por sus miniaturas:
Códice núm. 6. Biblia latinaMs. en pergamino, de 275 folios, a dos columnas de 38 líneas en los dos primeros cuadernos y 53 en los restantes, de 240 x 365 mm., en minúscula visigótica, siglo x (año 920).
Códice núm. 8Antifonario de León: Contiene las antífonas cantadas en las fiestas del ciclo litúrgico y de los santos, según el antiguo ritual visigótico-mozárabe de la Iglesia española hasta la introducción del rito romano. Fue escrito en el año 1069 para el abad lkila; en una nota del folio 25, se dice que fue copiado directamente de otro del tiempo del rey Wamba en 672. Está inédito y es el único ejemplar del Antifonario mozárabe hasta la fecha conocido.
Códice núm. 15. El PalimpsestoSe le denomina así por llevar dos escrituras, una sobrepuesta a la otra, contiene cuatro quintas partes de la Lex Romana Wisigothorum, escrita en caracteres unciales del siglo VI y textos de la Biblia, en escritura semiuncial del siglo vii. La escritura sobrepuesta es del siglo x y ofrece la traducción latina de la Historia Eclesiástica de Eusebio con la continuación de Rufino.
Códice núm. 22. Códice misceláneoEscrito en minúscula visigoda en 839. Contiene el texto único que se conoce (y probablemente original) del Concilio celebrado en Córdoba en 839, el epistolario de San Braulio, las actas del proceso de los obispos Marciano y Habencio en el sínodo VI de Toledo, y la redacción primitiva del tratado De uiris illustribus, de San Isidoro.
Códice núm. 25. Libro de las estampasContiene las copias de los testamentos de varios reyes de León a favor de la catedral. Pero su característica está en la colección de los retratos de los reyes Ordoño II, Ordoño III, Ramiro III, Bermudo II, Fernando I, Alfonso V, Alfonso VI y la condesa Sancha Muñiz. Son pinturas en colores, de 110 x 70 milímetros, con carácter en parte griego, en parte romano y en parte bizantino. La transcripción es de fines del siglo xii.
Códices núms. 43, 44, 45, 46, 47, 48, 49. Misal leonésPertenece al siglo xv; su escritura es preciosa, y más aún sus iniciales miniadas, ejecutadas con oro, púrpura y otros colores.

### Pergaminos
Además de los Códices, el Archivo guarda un fondo documental de pergaminos, valiosísimo por su calidad y número (sobrepasa los 1800) y otros muchos fondos. He aquí relación de algunos:
Ms. 1. Diploma del Rey SiloFechado en el año 775, es el documento más antiguo del reino de Asturias y el más antiguo conocido en la península ibérica. Se trata de un documento de donación, realizado por el rey Silo de Asturias a varios monjes, a instancias del abad Esperautan y fechado el 23 de agosto. Por este diploma, el rey a título privado y no como monarca, dona varias propiedades de caza que poseía en la parte oriental de Lugo entre los ríos Ëo y Masma, actual Trabada, con el fin de que funden un monasterio donde recen por su alma.
Ms. 25,27,30Pergaminos donde se contiene el texto de las paces concertadas entre Alfonso VIII de Castilla y Alfonso IX de León y las de este con el rey de Portugal y Fernando III de Castilla.
Ms. 852. El pergamino conocido con el nombre de Nodicia de KesosSu interés estriba en que en el dorso hay unas notas sobre la contabilidad de unos quesos con rasgos propios de un protorromance escritas por el despensero del Monasterio de Justo y Pastor de La Rozuela (localidad cercana a León). Aunque se dio por el testimonio más antiguo con rasgos de una lengua romance, existen alrededor de mil testimonios lingüísticos en archivos leoneses más antiguos que la Nodicia de Kesos, cuyo valor como testimonio de la lengua que originó el romance es similar o superior a este documento. Está datado entre 974 y 980.
Ms. 997Un privilegio de Alfonso VI al obispo y canónigos de Santa María (Iglesia Catedral de León), de 1098, del que pende el sello de cera más antiguo de los que se conocen.
También se encuentran en el fondo documental
- Sellos rodados, de cera y de plomo, de gran interés para la sigilografía.
- Libros de cuentas y una colección de Actas Capitulares, desde últimos del siglo xiv hasta el presente.
- Archivo musical.
- Libros litúrgicos y Cantorales.
- Planos de la Restauración de la catedral en el xix y bocetos de vidrieras.